# Heterometra ater
Heterometra ater is een haarster uit de familie Himerometridae.
De wetenschappelijke naam van de soort werd in 1911 gepubliceerd door Austin Hobart Clark.